# .50-70 Government
El .50-70 Government fue un cartucho adoptado en 1866 para el fusil Springfield Modelo 1866. El cartucho fue desarrollado después de los resultados insatisfactorios del cartucho de percusión anular .58 para el fusil Springfield Modelo 1866.

## Historia
Derivado del .50-60-400 Joslyn, este cartucho se desarrolló tras los resultados insatisfactorios del cartucho de percusión anular Springfield Modelo 1865. El cartucho .50-70 Government utilizaba el diseño Benét de percusión central interna y se convirtió en el cartucho oficial del ejército estadounidense en 1866, hasta ser reemplazado por el .45-70 Government en 1873. El cartucho .50-70 cuenta con un límite de presión de 22 500 psi (155 MPa).
Alrededor de 1871, los siux capturaron varios rifles Springfield 1866 que usaban estos cartuchos. Considerados de un solo uso y no recargables, los soldados simplemente los desechaban, y los sioux los recogían y recargaban.
Durante la segunda mitad de la década de 1860, el general Hermann Kanzler expandió y reformó el ejército de los Estados Pontificios, y parte de él, hacia 1867-1868, se adquirieron fusiles Remington Rolling Block en calibre .50-70, aunque no directamente de Remington, sino de sus licenciatarios europeos, Westley Richards y Fabrique d'armes Émile et Léon Nagant. Tras la toma de Roma, prestaron servicio a las tropas bersaglieri italianas y, en la década de 1880, se vendieron a civiles y a Etiopía. Se utilizaron contra sus antiguos propietarios no solo en la primera guerra ítalo-etíope, sino incluso en la segunda guerra italo-etíope.